# Nyslåttjärnarna (Ströms socken, Jämtland, 713277-147346)
Nyslåttjärnarna är en sjö i Strömsunds kommun i Jämtland och ingår i Ångermanälvens huvudavrinningsområde.